# Walter Reinhold
Walter Reinhold (* 1. April 1898 in Dresden; † 6. April 1982 in Kulmbach) war ein deutscher Bildhauer.

## Leben
Reinhold wurde als erstes von fünf Kindern des Tabakhändlers Otto Reinhold in Dresden geboren. Nach dem Schulbesuch in Halle an der Saale absolvierte er eine Steinmetzlehre. Die Ausbildung wurde unterbrochen durch den Kriegseinsatz im Ersten Weltkrieg.
1919 wurde Reinhold Schüler bei dem Dresdner Bildhauer Georg Wrba. Es folgte eine intensive Auseinandersetzung mit dem Werk des französischen Bildhauers Aristide Maillol. In der Folge gelang es ihm, zahlreiche Werke, vor allem in Dresden, zu vollenden, die allerdings infolge der Zerstörungen im Zweiten Weltkrieg nicht erhalten sind. 
In der Zeit des Nationalsozialismus war Reinhold obligatorisch Mitglied der Reichskammer der bildenden Künste, und er nahm an Ausstellungen teil. Im Zweiten Weltkrieg musste Walter Reinhold erneut in den Kriegseinsatz, was sein Verhältnis zur Gesellschaft nachhaltig prägte. Er beteiligte sich am Wiederaufbau Dresdens und Berlins und schuf u. a. Plastiken für den öffentlichen Raum, die in Sujet und Stilistik dem Sozialistischen Realismus der DDR dieser Zeit entsprachen.
Reinhold war befreundet mit dem Architekten Louis Löschner.
1971 übersiedelte Reinhold nach Hamburg. Über Bamberg gelangte er, bereits schwer erkrankt, nach Kulmbach, wo er im Alter von 84 Jahren starb. In Kulmbach wurde der Kontakt zu Hans Lewerenz aufgegriffen. Hans Lewerenz ermöglichte dort die Aufstellung des „Fischträgers“, des letzten Werks des Bildhauers.
Die Asche Reinholds wurde nach Dresden überführt. Das Grab befindet sich im Urnenhain Tolkewitz und steht unter Denkmalschutz. Der Nachlass liegt in geordneter Form vor und befindet sich in der Privatsammlung seiner Tochter Brigitta Lewerenz.

## Werke (Auswahl)

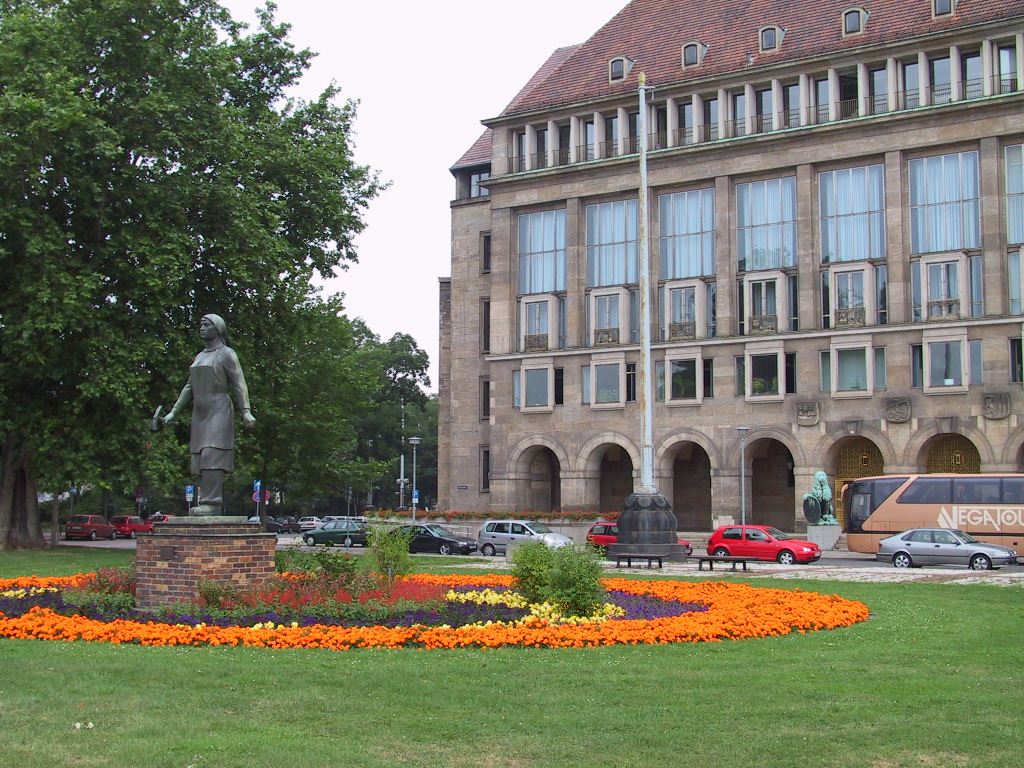
Trümmerfrau-Denkmal vor dem Dresdner Rathaus

### Werke im öffentlichen Raum und architekturbezogene Werke
- Skulpturen im Zuge des Wiederaufbaus des Dresdner Zwingers (1945–1963)
- Giebelfigur (1953, Sandstein; Berlin, an der Humboldt-Universität)
- Trümmerfrau (1952, Eisenguss; Dresden, Rathausplatz; Ersatz in Bronze 1967)[2]
- Junge Naturforscher (1955; Brunnenplastik; Dresden; Innenhof des Fritz-Löffler-Gymnasiums Bernhardstraße 18)
- Fischträgerbrunnen (1954, Gips;  Bronzeguss posthum 1984; Kulmbach)

### Porträtplastiken
- Kopf eines jungen Mannes (1946, Bronze)[3]

## Ausstellungen (unvollständig)
- 1934: Dresden, Brühlsche Terrasse („Sächsische Kunstausstellung“)
- 1935: Dresden („Dresdner Kunstausstellung mit Sonderschau Kriegsbilder“)
- 1936: Dresden, Brühlsche Terrasse und Städtische Kunsthalle („Kunstausstellung Dresden“)
- 1937: Dresden, Städtische Kunsthalle („Sommerausstellung“ des Deutschen Künstler-Verbands Dresden und der Deutschen Künstlervereinigung Dresden)

- 1946, 1953 und 1958: Dresden, Allgemeine, Dritte[4] und Vierte[5] Deutsche Kunstausstellung
- 1951/1952: Berlin, Museumsbau am Kupfergraben („Künstler schaffen für den Frieden“)
- 1984: Dresden, Pretiosensaal des Schlosses („Das Ufer. Gruppe 1947 Dresdner Künstler. Malerei, Grafik, Plastik 1947 – 1952“)